# Ochi Ryosuke
Ryosuke Ochi (越智 亮介 (Việt-Trí Lượng-Giới) Ochi Ryōsuke, sinh ngày 7 tháng 4 năm 1990) là một cầu thủ bóng đá người Nhật Bản.

## Thống kê câu lạc bộ
Cập nhật đến ngày 23 tháng 2 năm 2018.
| Thành tích câu lạc bộ | Thành tích câu lạc bộ | Thành tích câu lạc bộ | Giải vô địch | Giải vô địch | Cúp                   | Cúp                   | Tổng cộng | Tổng cộng |
| Mùa giải              | Câu lạc bộ            | Giải vô địch          | Số trận      | Bàn thắng    | Số trận               | Bàn thắng             | Số trận   | Bàn thắng |
| Nhật Bản              | Nhật Bản              | Nhật Bản              | Giải vô địch | Giải vô địch | Cúp Hoàng đế Nhật Bản | Cúp Hoàng đế Nhật Bản | Tổng cộng | Tổng cộng |
| --------------------- | --------------------- | --------------------- | ------------ | ------------ | --------------------- | --------------------- | --------- | --------- |
| 2009                  | Ehime FC              | J2 League             | 6            | 0            | 0                     | 0                     | 6         | 0         |
| 2010                  | Ehime FC              | J2 League             | 31           | 1            | 1                     | 0                     | 32        | 1         |
| 2011                  | Ehime FC              | J2 League             | 32           | 0            | 2                     | 0                     | 34        | 0         |
| 2012                  | Ehime FC              | J2 League             | 0            | 0            | 0                     | 0                     | 0         | 0         |
| 2013                  | Zweigen Kanazawa      | JFL                   | 33           | 4            | 3                     | 0                     | 36        | 4         |
| 2014                  | Zweigen Kanazawa      | J3 League             | 16           | 1            | 0                     | 0                     | 16        | 1         |
| 2015                  | Fujieda MYFC          | J3 League             | 36           | 5            | 3                     | 0                     | 39        | 5         |
| 2016                  | Fujieda MYFC          | J3 League             | 29           | 1            | –                     | –                     | 29        | 1         |
| 2017                  | Fujieda MYFC          | J3 League             | 21           | 4            | –                     | –                     | 21        | 4         |
| Tổng                  | Tổng                  | Tổng                  | 204          | 16           | 9                     | 0                     | 213       | 16        |